# Johann Anwander
Johann Anwander (* 7. Februar 1715 in Rappen, heute Gemeinde Unteregg, Landkreis Unterallgäu; † 16. November 1770 in Lauingen, heute Landkreis Dillingen an der Donau) war ein deutscher Rokokomaler und Freskant.

## Leben und Werk
Anwander war das Haupt einer Künstlerfamilie, zu der unter anderem Johann Baptist Anwander gehörte. Er wurde als Sohn eines Bauern geboren und  erhielt seine Ausbildung wahrscheinlich im Kloster Ottobeuren oder Mindelheim. 1740 heiratete er Maria Franziska Seser, die Tochter des Lauinger Ratsherrn Johann Kasper Seser. Bereits 1739 erwarb er die Bürgerrechte von Lauingen.  Das Haus, das Anwander kaufte, existiert in der Herzog-Georg-Straße 21, in unmittelbarer Nachbarschaft des Schimmelturmes, noch heute. Zwischen 1740 und 1764 gebar Maria Franziska zwölf Kinder, von denen nur drei ein höheres Alter erreichten.
Anwander wirkte zeitweise vor allem im Bereich des Erzstiftes Bamberg. In über 50 Gotteshäusern in Süddeutschland sind seine Werke, Gemälde und Fresken, zu sehen. Eines seiner bekanntesten Werke ist die – heute verlorene – Bemalung der Fassade des alten Bamberger Rathauses.  In der Literatur hervorgehoben werden auch die monumentale Deckenmalereien in der ehemaligen Dominikanerkirche zu Schwäbisch Gemünd (heute weitgehend zerstört). Für die ehemalige Benediktinerabtei Scheyern werden ihm zwei größere Darstellungen zugeschrieben: „Geburt Christi“ und „Übergabe der hl. Kreuzpartikel an den Abt 1156“.

## Werke

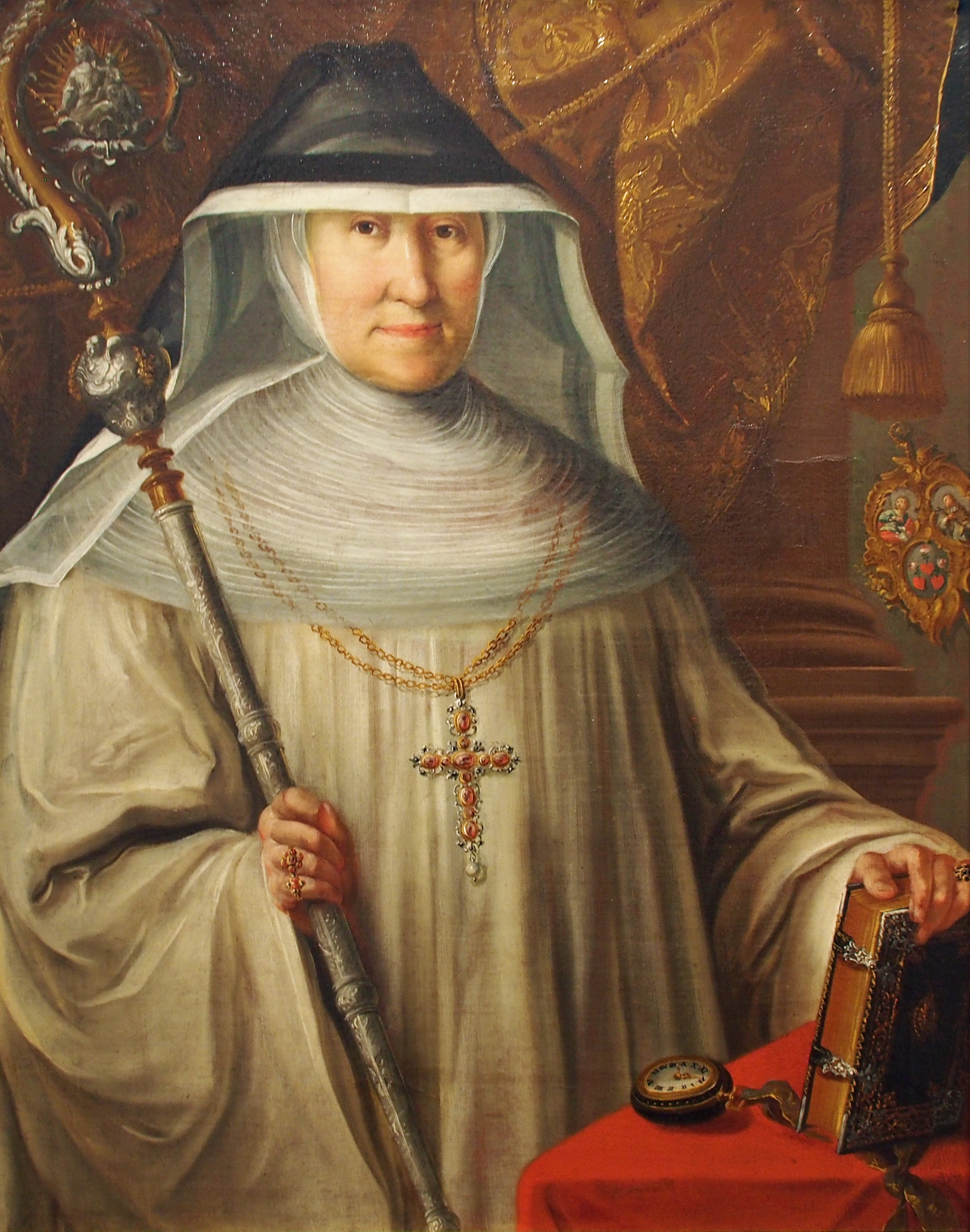
Porträt der Äbtissin Maria Rosa (1754) im Mainfränkischen Museum Würzburg

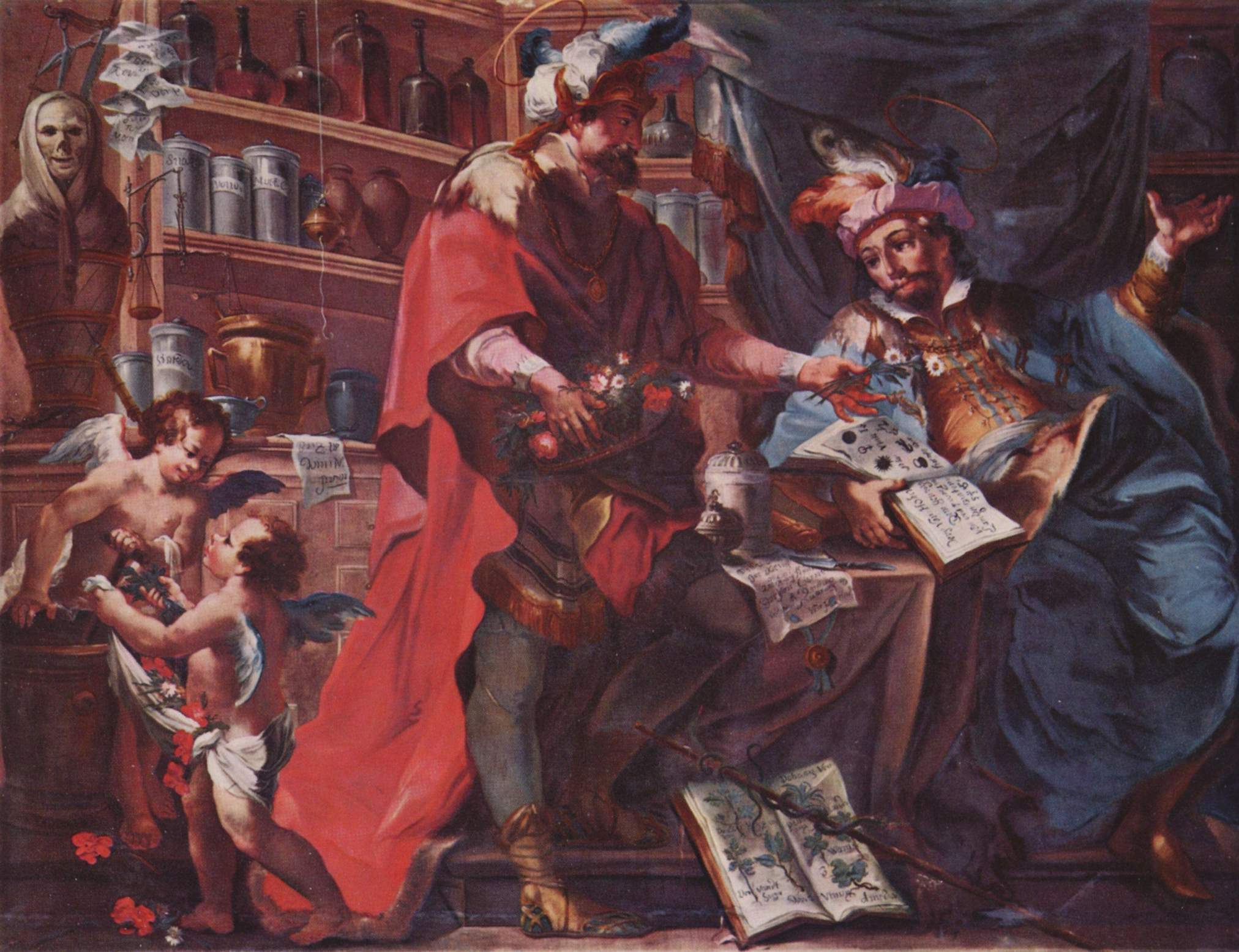
Hll. Cosmas und Damian als Ärzte (Studienkirche Mariä Himmelfahrt in Dillingen)

- 1737 (Frühwerk) Fresken und Altarbilder und Tafelbilder in der Pfarrkirche St. Quirin in Ammerfeld in Rennertshofen
- 1738 Das Ölgemälde der Muttergottes von Einsiedeln (1738), das Hauptaltarblatt von 1740 sowie die beiden Seitenaltarblätter von 1743 in der katholischen Wallfahrtskirche St. Leonhard am Ried
- 1752/1753 Die großformatigen Kreuzwegstationen in der katholischen Stadtpfarrkirche St. Martin, ebenfalls in Lauingen
- 1755 Bemalung der Fassade des alten Bamberger Rathauses (stark beschädigt durch Verwitterung, von 1959 bis 1962 Restauration und Neubemalung durch Anton Greiner).
- 1750 Kreuzweg der Pfarrkirche Mariä Himmelfahrt in Memmelsdorf.
- 1755 Gemälde „Abschied der Apostel“ für den Seitenaltar der Pfarrkirche Mariä Himmelfahrt in Memmelsdorf.
- 1758 Die Fresken in der katholischen Pfarr- und Wallfahrtskirche Maria Immaculata in Schwennenbach
- 1760 Fresken der Pfarrkirche St. Nikolaus in Deisenhofen
- 1762 Die Fresken des Goldenen Saals in Dillingen
- 1767 Die Fresken in der katholischen Pfarrkirche St. Michael in Lutzingen
- ? Das Heilige Grab von Baunach in Franken
- ? Deckengemälde in der Wallfahrtskirche in Unterkochen[2]
- ? Das Deckengemälde der katholischen Pfarrkirche St. Peter und Paul in Peterswörth
- ? Ausmalung der Augustinuskirche von Schwäbisch Gmünd